# Jörg Hennig
Jörg Hennig (* 2. April 1941 in Stolp) ist ein deutscher Germanist.
Hennig studierte Germanistik, Geschichte und Philosophie an der Universität zu Köln. Er promovierte 1972 und war anschließend Wissenschaftlicher Assistent, seit 1977 dann Professor für Linguistik des Deutschen und seit 1984 Professor für Journalistik an der Universität Hamburg. Er war dort 1986 bis 1988 zugleich Vizepräsident der Universität. Er ist mit der Germanistin Beate Hennig verheiratet, mit der er zwei Töchter hat. Die jüngere ist Korinna Hennig, die als NDR-Journalistin tätig ist.
Hennig arbeitete schwerpunktmäßig zur Linguistik der Massenmedien, zu Fragen der Verständlichkeitsforschung und zur Nutzungsfreundlichkeit technischer Dokumentationen.

## Auszeichnungen
- 2003 Preis für Mentorship der Claussen-Simon-Stiftung